# 穆罕默德·本·艾哈迈德·阿卜杜勒·加尼

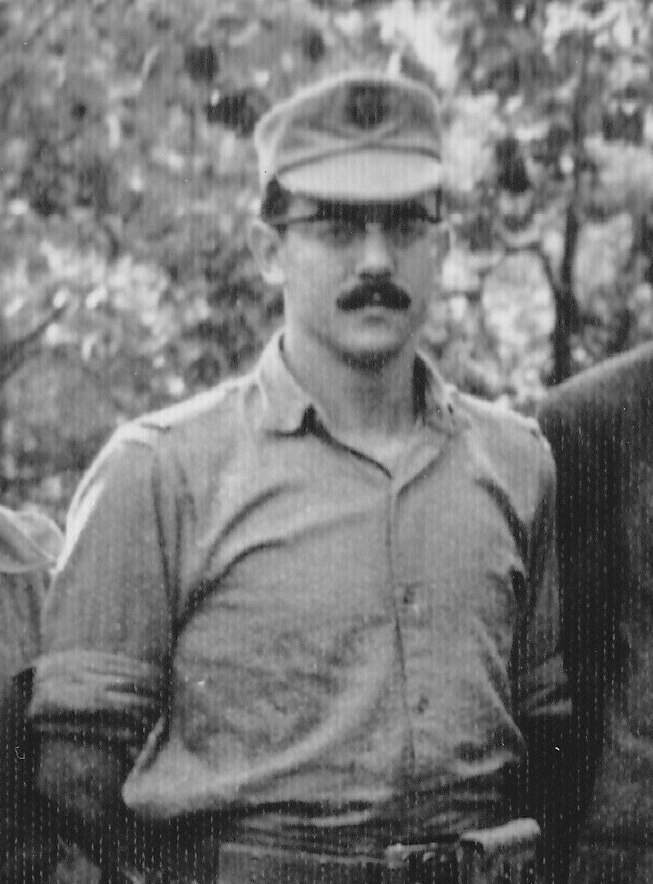
1961年的阿卜杜勒·加尼

穆罕默德·本·艾哈迈德·阿卜杜勒·加尼（Mohammed ben Ahmed Abdelghani） (1927年3月18日—1996年9月22日) 阿尔及利亚总理（1979年3月8日到1984年1月22日）。
生于奥兰地区。1943年参加阿尔及利亚民族解放军，并参加全国反法武装起义。1956年起先后在第五军区任军分区司令、北方战区副司令。1962年阿尔及利亚独立后，历任第一、二、四、五军区司令，新组建的第一步兵师师长。1969年晋升上校。1973年第四次阿以战争期间指挥装甲部队和空军部队。1974年任内政部长，1977年兼任国家最高安全委员会委员。1979年先后任总理兼内政部长、全国人民议会副议长、总统府国务部长。1996年死于阿尔及尔。